# Células ECL
Las células similares a las enterocromafines o célula ECL (del inglés) es un tipo de célula neuroendocrina encontrada en las glándulas gástricas del estómago por debajo del epitelio, y en estrecha cercanía de las células parietales.
El nombre de estas células ("enterocromafin like") se deriva de su ubicación entérica y de su afinidad a las tinciones basadas en el cromo y la plata.
Las células ECL se encuentran en las glándulas de las regiones del fundus y cuerpo. Ellas sintetizan, almacenan y segregan histamina, la cual es esencial para estimular la secreción de ácido clorhídrico estomacal.

## Historia
Las células ECL fueron observadas a mediados de la década de 1870.

Las ECL (células que son solamente argirofilas) forman parte del grupo de las células enteroendócrinas (EEC en inglés). La nomenclatura del grupo EEC fue adoptada en Wiesbaden en 1969, y está basada en su apariencia microscópica electrónica.

En 1971 Capella y Hakanson descubrieron el papel que jugaban las células ECL como productoras de histamina en los mamíferos.

## Morfología
Las células ECL pueden visualizarse mediante microscopia de luz, inmunocitoquímica, y técnicas de microscopia electrónica.

### Microscopía óptica

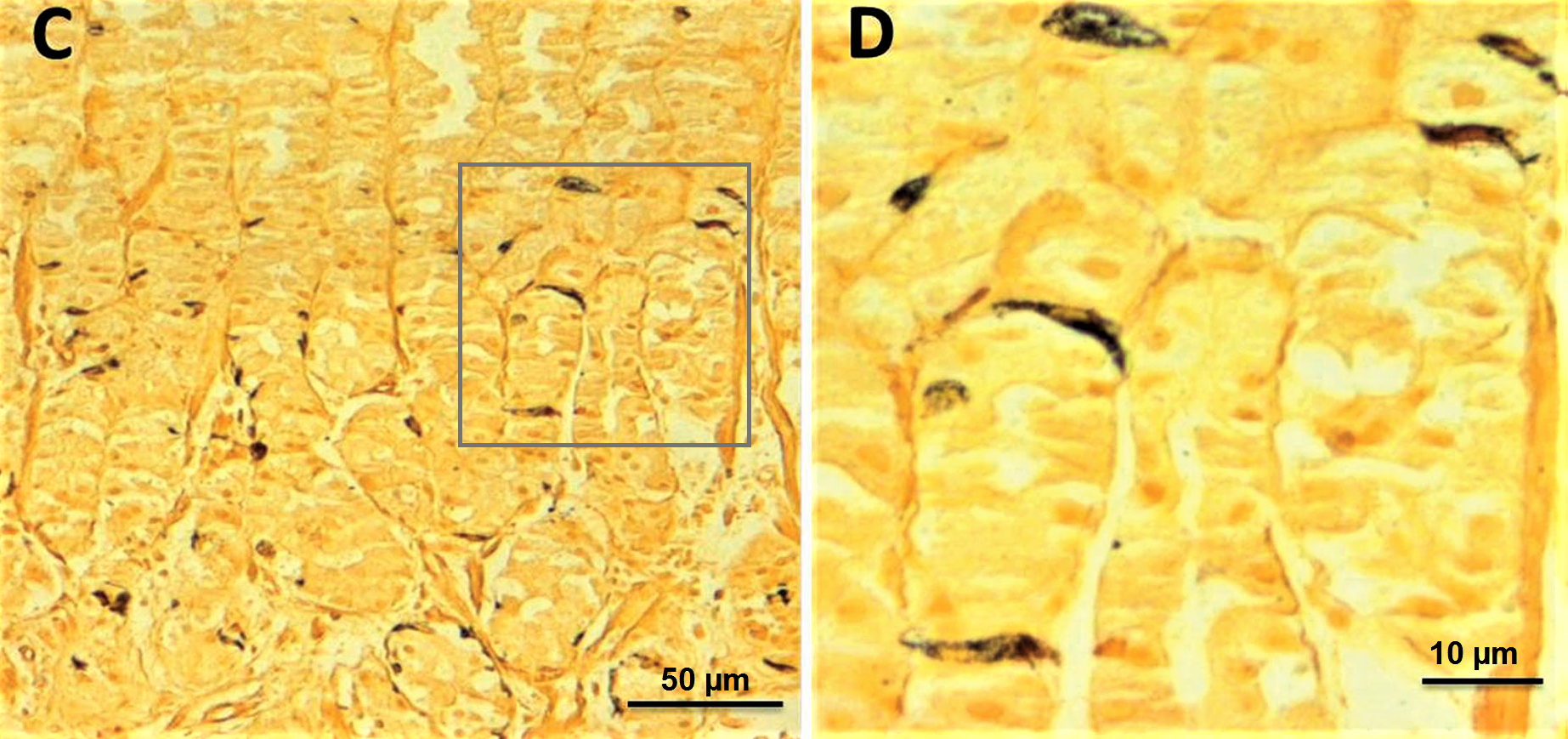
Células ECL argirofilas visibles en marrón con la tinción de Grimelius. En C a mediano aumento. En D vista a gran aumento del recuadro en C. La barra corresponde a 10 µm.

Las células ECL resultaron difíciles de reconocer con el microscopio de luz. Se localizan por debajo del fondo de las glándulas oxinticas, son pocas y se tiñen débilmente y en forma parcial mediante la tinción de rutina de HyE.

Son pequeñas con un tamaño de 8-10 µm de diámetro, de forma irregular con protrusiones citoplasmáticas numerosas y prominentes. Presentan un gran núcleo excéntrico que se tiñe oscuro, ubicado sobre un citoplasma claro, pobremente eosinofílico por la presencia de numerosas vesículas translucidas de formas variables con un centro oscuro.

Debieron desarrollarse tinciones especiales para poder identificar estas células con el microscopio de luz. Los investigadores encontraron que las células endocrinas ECL eran argirofilicas, ya que requerían un agente reductor para que los iones de plata precipitaran en su interior. Ejemplos de estas tinciones argirófilas son: la de Grimelius, la de Chirukian-Schenk y la de Sevier-Munger.

### Microscopía electrónica
Las células ECL son las mejor definidas por su ultraestructura característica que permite distinguirlas de todos los otros tipos de células endócrinas de la mucosa gástrica.

Las células ECL muestran una ultraestructura con numerosas vesículas secretorias grandes, pocos gránulos electrondensos y pequeñas microvesículas claras.
- Las vesículas secretorias son organelos electronlúcidos grandes encerrados por membrana, que a veces poseen un centro denso pequeño localizado excéntricamente. Tienen un diámetro de 125-500 nm.
- Los gránulos están rodeados por membrana, muestran un centro electrondenso y un halo claro delgado entre la membrana y el centro denso. Tienen un diámetro pequeño entre 25-200 nm.
- Las microvesículas claras son electrolúcidas, sin centro denso, con un diámetro de 25-125 nm.

### Inmunohistoquímica
Las células ECL pueden ser demostradas por inmunocitoquímica, debido a que ellas contienen histamina y la enzima formadora de histamina llamada Histidina decarboxilasa (HCD) (EC 4.1.1.22) y ambas pueden ser detectadas químicamente por marcaje específico.

## Función
Las células ECL son las células endocrinas predominantes en las glándulas del cuerpo y fundus del estómago. Sintetizan y secretan histamina, que almacenan en gránulos y vesículas secretoras. La producción de histamina es esencial para la secreción del ácido clorhídrico gástrico, y se realiza bajo la acción estimulante de la hormona gastrina.
Los gránulos liberan la histamina cuando las células son gatilladas por la gastrina.

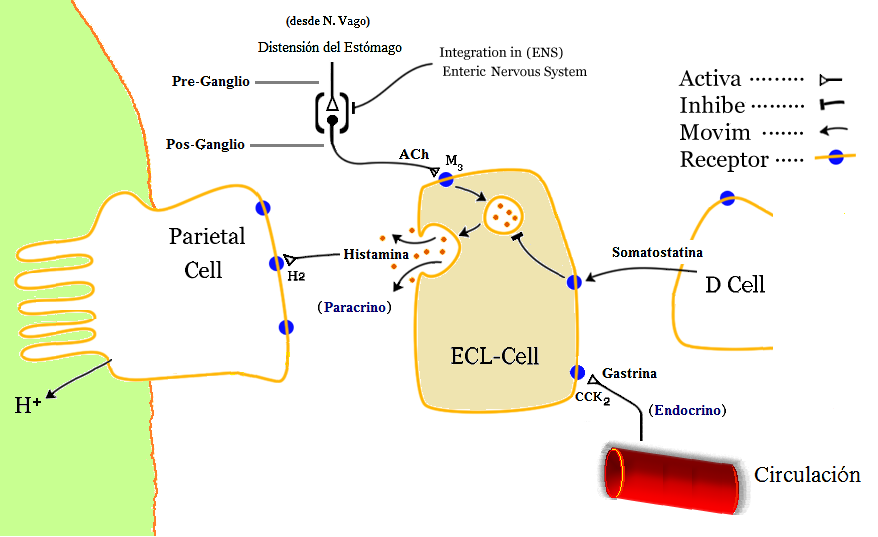
Célula ECL en el centro. Regulación fisiológica. Aferencias y receptores y eferencias

## Regulación
Las células ECL están reguladas tanto positivamente (estímulo) como negativamente (inhibición) por diversas sustancias. Son estimuladas por las hormonas gastrina y péptido activador de la adenilato ciclasa pituitaria (PACAP). Son inhibidas por las células D que producen somatostatina.

### Secreción de ácido clorhídrico
A medida que el alimento entra al estómago, las células G antrales secretan gastrina, la cual se une a distancia predominantemente a receptores CCK-2 localizados sobre las membranas de la célula ECL.
Las células G son estimuladas por el nervio vago a través del neurotransmisor llamado péptido liberador de gastrina.

La gastrina se transfiere a través del torrente sanguíneo desde las células G a las células ECL del epitelio gástrico. La histamina y la gastrina actúan sinérgicamente sobre las células parietales, como el estimulante más importante de la secreción de ácido clorhídrico y también como estimuladoras de la secreción de pepsinógeno por las células principales del estómago.

Las células ECL también producen pancreastatina (originada a partir de la cromogranina), otras hormonas peptídicas y factores de crecimiento.